# Зандрёйтер, Ганс
Hans Sandreuter (нем. Hans Sandreuter 11 мая 1850 г. Базель — 1 июня 1901 г. Риен, Швейцария) — швейцарский художник-символист, график и плакатист эпохи Fin de siècle.

## Жизнь и творчество
После окончания реальной гимназии в Базеле Зандрёйтер учится литографии. В 1870 году он совершает путешествие по Европе, посещает Вюрцбург, Мюнхен, Верону, Неаполь, Милан, Геную, полгода учится в ателье у Ахилле Каррилло в Неаполе, после чего в 1872 году возвращается в Базель. В 1873 году он вновь приезжает в Мюнхен, где знакомится с Арнольдом Бёклином. Благодаря его помощи Зандрёйтер поступает на занятия рисунком обнажённой натуры у Вильгельма фон Каульбаха в мюнхенской Академии художеств. В 1874 году Зандрёйтер приезжает к Бёклину во Флоренцию, заболевает здесь и Бёклин берёт его на жительство в свой дом. С 1877 по 1880 год Зандрёйтер живёт в Париже, в 1882 он приезжает во Флоренцию, в 1884 году открывает в Базеле свою художественную мастерскую и выполняет многочисленные заказы на создание фресок и реставрационные работы по настенной живописи (в частности в монастыре Санкт-Георген в городке Штайн-ам-Рейн). В 1896 году Зандрёйтер становится членом Швейцарской комиссии по искусству. В том же году он уезжает со своим другом Карлом Хёглером во Флоренцию для создания эскизов на запланированную медаль Бёклина. 19 сентября 1897 года в Художественном музее Базеля Зандрёйтер открывает организованную им выставку работ Арнольда Бёклина.
Ганс Зандрёйтер был одним из ближайших друзей и одним из лучших учеников Арнольда Бёклина. Его художественный стиль был очень близок бёклинскому, настолько, что современная художественная критика иногда воспринимала эти работы как искусное подражание Бёклину. Зандрёйтер был представителем декаданса в искусстве и в родной Швейцарии был прежде всего известен как живописец. В то же время его творческое наследие весьма разнообразно. Это и настенная, фресковая живопись, и цветные витражи из стекла, акварели и монументальные декоративные произведения. Как график он создал целый ряд плакатов, был разработчиком новых моделей мебели.
В 1888 году усилиями Ганса Зандрёйтера в Базеле воссоздаётся городское художественное общество, президентом которого он был избран и оставался на протяжении 1888—1894 годов. В 1898 году по проекту Эмануэля Ла Рош и Адольфа Штелина строится его новая мастерская и жилой дом в городке Риен близ Базеля. В 1899 году Зандрёйтер заболевает диабетом, и спустя два года он скончался в своём новом доме.
В 1975 году к 125 -летию художника в Риене была организована большая ретроспективная выставка работ Ганса Зандрёйтера, Йозефа Келлера и Отто Бооза.

## Галерея

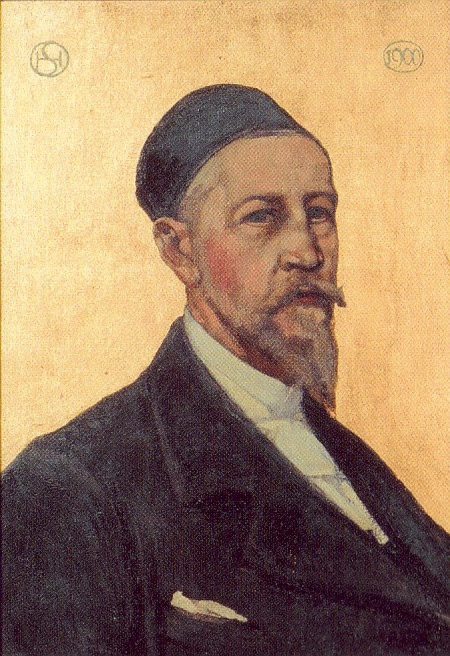
Автопортрет, 1900.
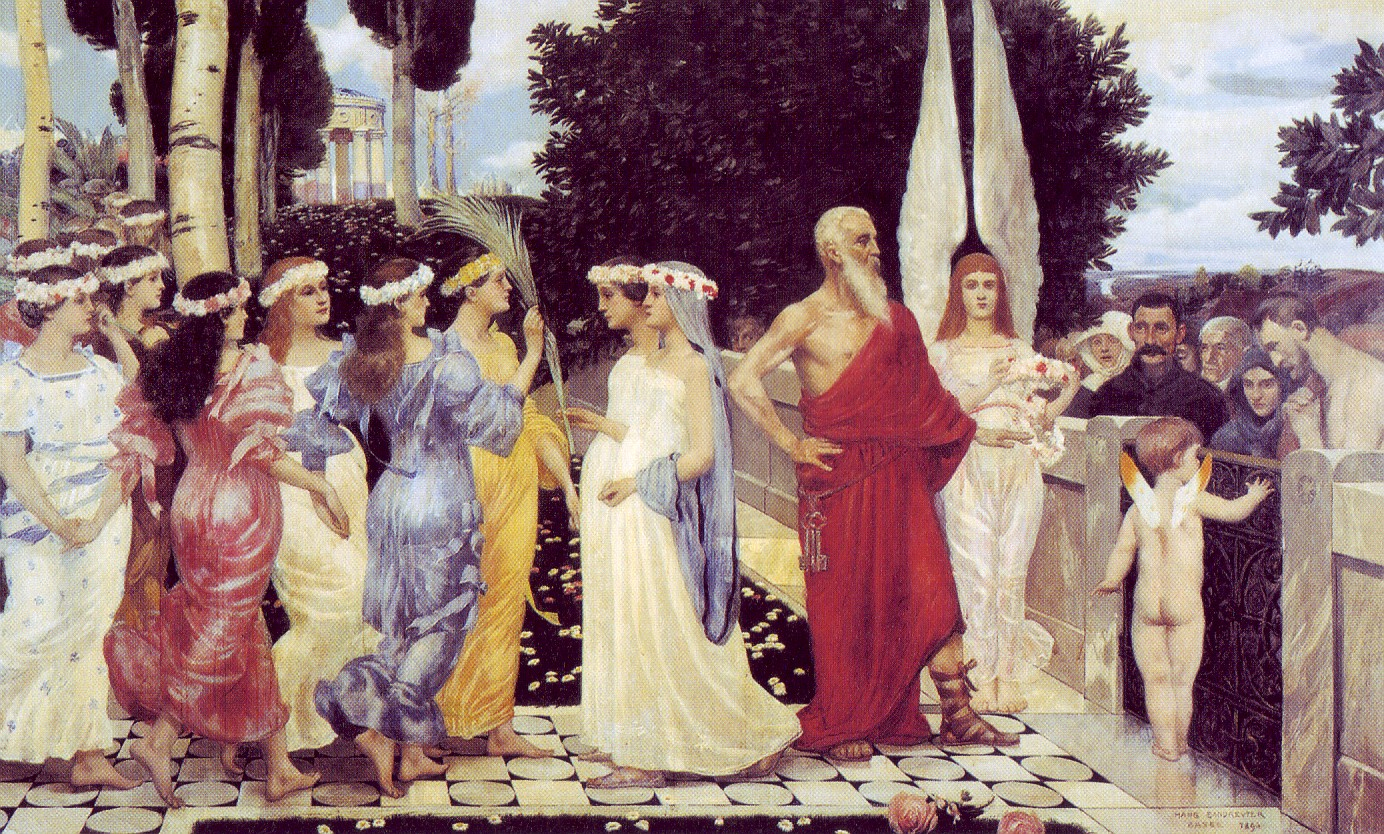
У небесных врат, 1894.
Плакат к юбилейной выставке работ А. Бёклина в Базеле, 1897.
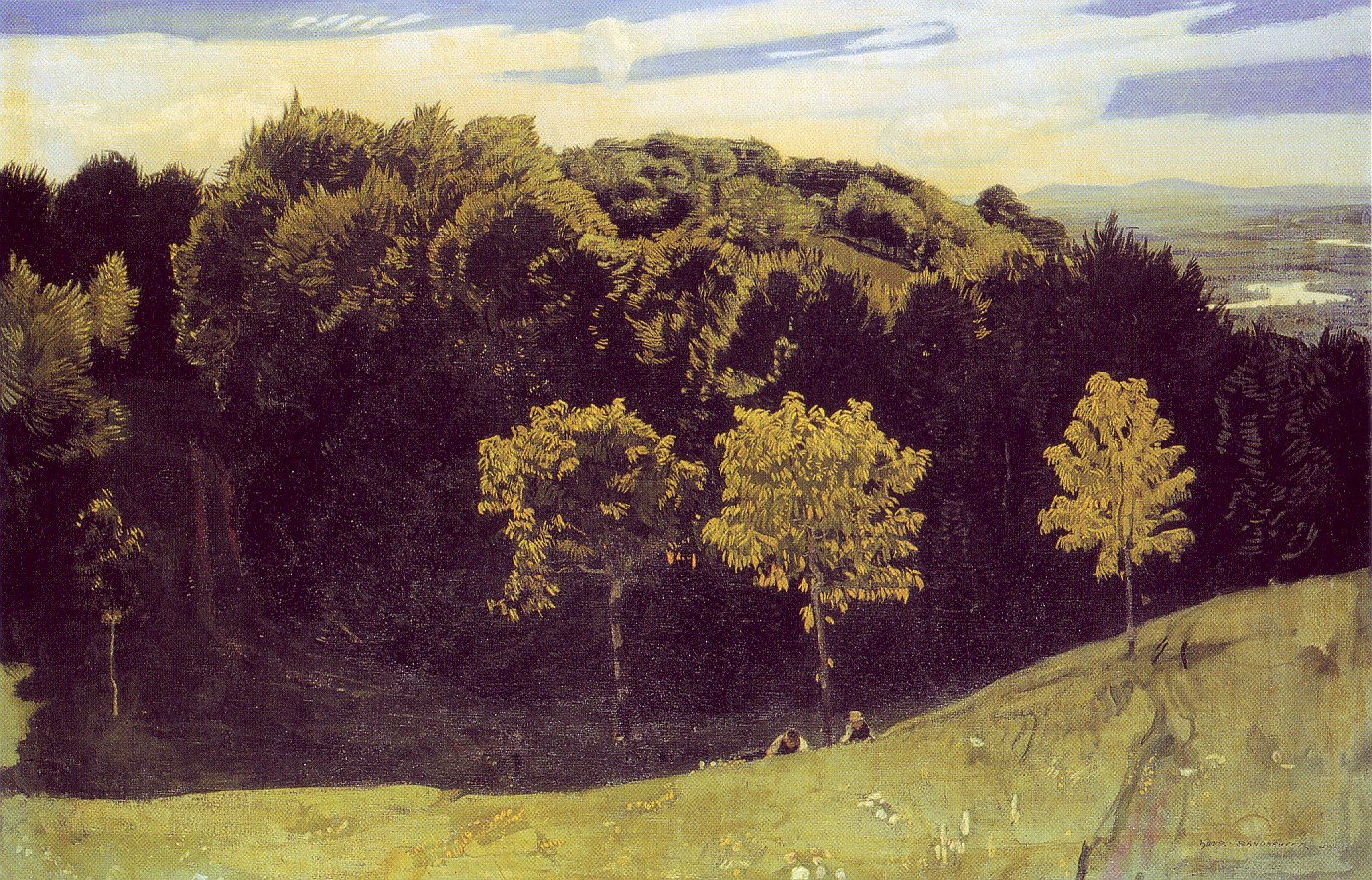
Рейн близ Базеля, 1900.
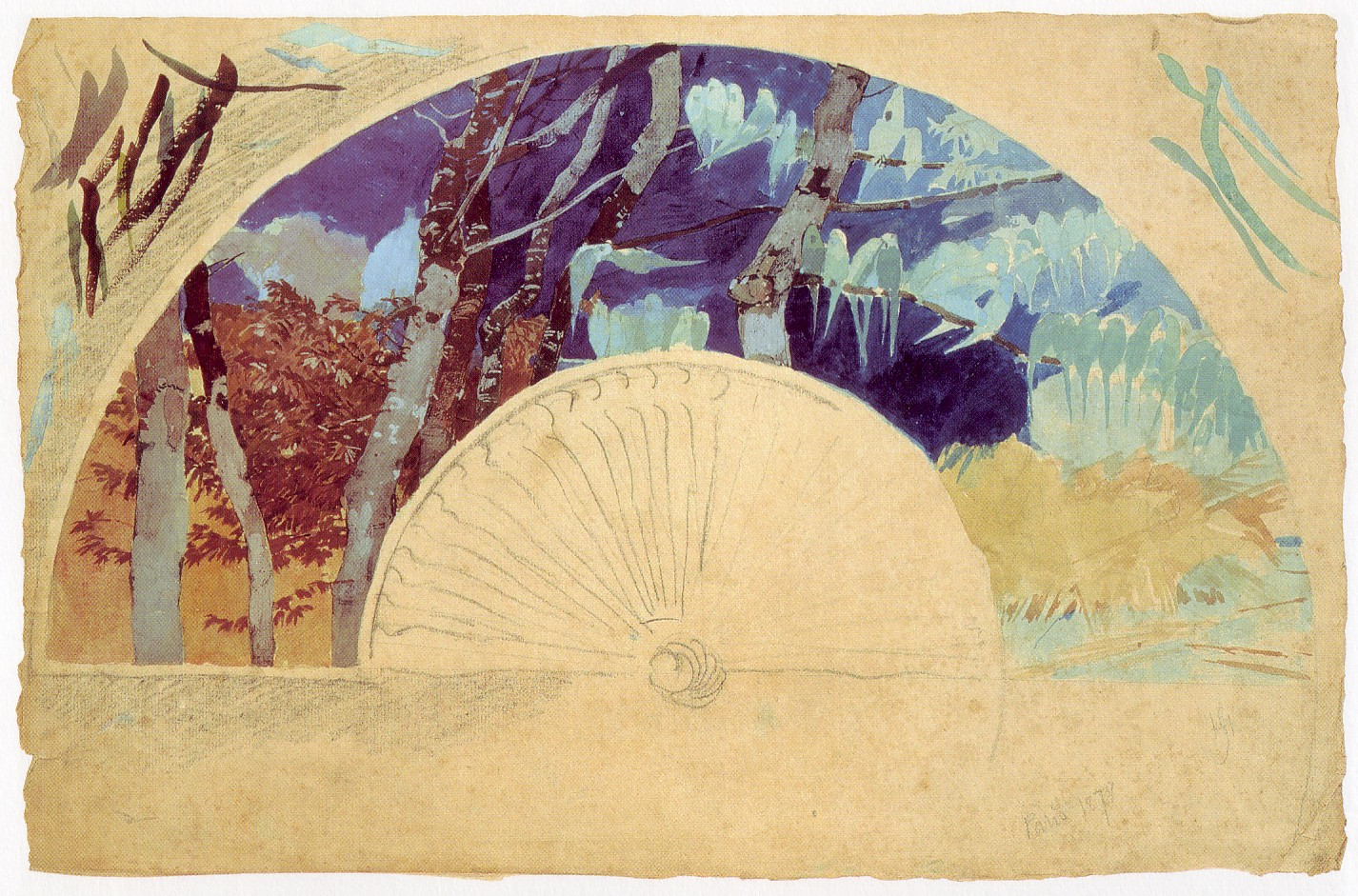
Эскиз для веера, 1878.